# Isokyrö
Isokyrö (szw. Storkyro) – gmina w Finlandii, położona w zachodniej części kraju, od 2021 należąca do regionu Ostrobotnia Południowa. Przed 2021 należała do Ostrobotnii. 